# Jeszcze nie wieczór
Jeszcze nie wieczór – polski film fabularny z 2008 roku w reżyserii Jacka Bławuta. Zdjęcia kręcono w Skolimowie (część Konstancina-Jeziorny) oraz w Toruniu.

## Fabuła
Do Domu Aktora Weterana w Skolimowie przyjeżdża na rekonwalescencję Jerzy, gwiazdor kina i teatru. Przybycie niepoprawnego ekscentryka zakłóca ustabilizowane życie mieszkańców. Jerzy namawia znudzonych trywialną codziennością pensjonariuszy do wystawienia Fausta.

## Obsada
- Jan Nowicki jako Jerzy „Wielki Szu”
- Beata Tyszkiewicz jako Róża
- Roman Kłosowski jako „Nostradamus”
- Danuta Szaflarska jako Barbara
- Fabian Kiebicz jako Fred
- Stefan Burczyk jako Sodolski
- Zofia Wilczyńska jako Dorota
- Ewa Krasnodębska jako Marilyn
- Teresa Szmigielówna jako Marta
- Zofia Perczyńska jako Matylda
- Bożena Mrowińska jako Renata
- Lech Gwit jako Henryk
- Witold Skaruch jako rehabilitant John
- Bohdan Wróblewski jako Tyka
- Irena Kwiatkowska jako ona sama
- Nina Andrycz jako ona sama
- Wieńczysław Gliński jako on sam
- Kazimierz Orzechowski jako on sam
- Witold Gruca jako on sam
- Stanisław Michalik jako pan Staszek
- Sonia Bohosiewicz jako Małgorzata
- Grażyna Suchocka jako pani dyrektor
- Robert Jurczyga jako Czarek
- Antoni Pawlicki jako student
- Marek Sitarski jako ogrodnik Stefan
- Maria Białkowska jako Zosia
- Radosław Garncarek jako mężczyzna
- Małgorzata Niemaszyk jako kucharka

## Ekipa
- reżyseria: Jacek Bławut
- scenariusz: Jacek Bławut, Stanisław Józefowicz, Jacek Piotr Bławut
- zdjęcia: Wojciech Staroń
- muzyka: Tomasz Stroynowski
- scenografia: Jacek Turewicz
- kostiumy: Justyna Pytko
- montaż: Jacek Bławut, Jarosław Kamiński

Część zdjęć kręcono w Domu Artystów Weteranów Scen Polskich w Skolimowie pod Warszawą, część zaś w Toruniu – na toruńskiej Starówce oraz w Areszcie Śledczym przy ul. Fosa Staromiejska, znanym jako „Okrąglak”, w którym aktorzy występujący w filmie wystawiają sztukę Goethego dla osadzonych.

## Nagrody
- 2008 – Srebrne Lwy dla Jacka Bławuta na Festiwalu Polskich Filmów Fabularnych w Gdyni
- 2008 – Srebrne Lwy dla Anny Bławut-Mazurkiewicz na Festiwalu Polskich Filmów Fabularnych w Gdyni
- 2008 – „Złoty Kangur”, nagroda australijskich dystrybutorów dla Jacka Bławuta na Festiwalu Polskich Filmów Fabularnych w Gdyni
- 2008 – nagroda za pierwszoplanową rolę męską dla Jana Nowickiego na Festiwalu Polskich Filmów Fabularnych w Gdyni
- 2009 – Nagroda Główna „Jańcia Wodnika” dla Jacka Bławuta na Ogólnopolskim Festiwalu Sztuki Filmowej „Prowincjonalia” we Wrześni